# 1325
Portal Geschichte | Portal Biografien | Aktuelle Ereignisse | Jahreskalender | Tagesartikel

◄ |
13. Jahrhundert |
14. Jahrhundert
| 15. Jahrhundert | ►

◄ |
1290er |
1300er |
1310er |
1320er
| 1330er | 1340er | 1350er | ►

◄◄ |
◄ |
1321 |
1322 |
1323 |
1324 |
1325
| 1326 | 1327 | 1328 | 1329 | ► | ►►
Staatsoberhäupter  · Nekrolog
| Januar | Januar | Januar | Januar | Januar | Januar | Januar | Januar |
| Kw     | Mo     | Di     | Mi     | Do     | Fr     | Sa     | So     |
| 1      |        | 1      | 2      | 3      | 4      | 5      | 6      |
| 2      | 7      | 8      | 9      | 10     | 11     | 12     | 13     |
| 3      | 14     | 15     | 16     | 17     | 18     | 19     | 20     |
| 4      | 21     | 22     | 23     | 24     | 25     | 26     | 27     |
| 5      | 28     | 29     | 30     | 31     |        |        |        |
| ------ | ------ | ------ | ------ | ------ | ------ | ------ | ------ |

| Februar | Februar | Februar | Februar | Februar | Februar | Februar | Februar |
| Kw      | Mo      | Di      | Mi      | Do      | Fr      | Sa      | So      |
| 5       |         |         |         |         | 1       | 2       | 3       |
| 6       | 4       | 5       | 6       | 7       | 8       | 9       | 10      |
| 7       | 11      | 12      | 13      | 14      | 15      | 16      | 17      |
| 8       | 18      | 19      | 20      | 21      | 22      | 23      | 24      |
| 9       | 25      | 26      | 27      | 28      |         |         |         |
| ------- | ------- | ------- | ------- | ------- | ------- | ------- | ------- |

| März | März | März | März | März | März | März | März |
| Kw   | Mo   | Di   | Mi   | Do   | Fr   | Sa   | So   |
| 9    |      |      |      |      | 1    | 2    | 3    |
| 10   | 4    | 5    | 6    | 7    | 8    | 9    | 10   |
| 11   | 11   | 12   | 13   | 14   | 15   | 16   | 17   |
| 12   | 18   | 19   | 20   | 21   | 22   | 23   | 24   |
| 13   | 25   | 26   | 27   | 28   | 29   | 30   | 31   |
| ---- | ---- | ---- | ---- | ---- | ---- | ---- | ---- |

| April | April | April | April | April | April | April | April |
| Kw    | Mo    | Di    | Mi    | Do    | Fr    | Sa    | So    |
| 14    | 1     | 2     | 3     | 4     | 5     | 6     | 7     |
| 15    | 8     | 9     | 10    | 11    | 12    | 13    | 14    |
| 16    | 15    | 16    | 17    | 18    | 19    | 20    | 21    |
| 17    | 22    | 23    | 24    | 25    | 26    | 27    | 28    |
| 18    | 29    | 30    |       |       |       |       |       |
| ----- | ----- | ----- | ----- | ----- | ----- | ----- | ----- |

| Mai | Mai | Mai | Mai | Mai | Mai | Mai | Mai |
| Kw  | Mo  | Di  | Mi  | Do  | Fr  | Sa  | So  |
| 18  |     |     | 1   | 2   | 3   | 4   | 5   |
| 19  | 6   | 7   | 8   | 9   | 10  | 11  | 12  |
| 20  | 13  | 14  | 15  | 16  | 17  | 18  | 19  |
| 21  | 20  | 21  | 22  | 23  | 24  | 25  | 26  |
| 22  | 27  | 28  | 29  | 30  | 31  |     |     |
| --- | --- | --- | --- | --- | --- | --- | --- |

| Juni | Juni | Juni | Juni | Juni | Juni | Juni | Juni |
| Kw   | Mo   | Di   | Mi   | Do   | Fr   | Sa   | So   |
| 22   |      |      |      |      |      | 1    | 2    |
| 23   | 3    | 4    | 5    | 6    | 7    | 8    | 9    |
| 24   | 10   | 11   | 12   | 13   | 14   | 15   | 16   |
| 25   | 17   | 18   | 19   | 20   | 21   | 22   | 23   |
| 26   | 24   | 25   | 26   | 27   | 28   | 29   | 30   |
| ---- | ---- | ---- | ---- | ---- | ---- | ---- | ---- |

| Juli | Juli | Juli | Juli | Juli | Juli | Juli | Juli |
| Kw   | Mo   | Di   | Mi   | Do   | Fr   | Sa   | So   |
| 27   | 1    | 2    | 3    | 4    | 5    | 6    | 7    |
| 28   | 8    | 9    | 10   | 11   | 12   | 13   | 14   |
| 29   | 15   | 16   | 17   | 18   | 19   | 20   | 21   |
| 30   | 22   | 23   | 24   | 25   | 26   | 27   | 28   |
| 31   | 29   | 30   | 31   |      |      |      |      |
| ---- | ---- | ---- | ---- | ---- | ---- | ---- | ---- |

| August | August | August | August | August | August | August | August |
| Kw     | Mo     | Di     | Mi     | Do     | Fr     | Sa     | So     |
| 31     |        |        |        | 1      | 2      | 3      | 4      |
| 32     | 5      | 6      | 7      | 8      | 9      | 10     | 11     |
| 33     | 12     | 13     | 14     | 15     | 16     | 17     | 18     |
| 34     | 19     | 20     | 21     | 22     | 23     | 24     | 25     |
| 35     | 26     | 27     | 28     | 29     | 30     | 31     |        |
| ------ | ------ | ------ | ------ | ------ | ------ | ------ | ------ |

| September | September | September | September | September | September | September | September |
| Kw        | Mo        | Di        | Mi        | Do        | Fr        | Sa        | So        |
| 35        |           |           |           |           |           |           | 1         |
| 36        | 2         | 3         | 4         | 5         | 6         | 7         | 8         |
| 37        | 9         | 10        | 11        | 12        | 13        | 14        | 15        |
| 38        | 16        | 17        | 18        | 19        | 20        | 21        | 22        |
| 39        | 23        | 24        | 25        | 26        | 27        | 28        | 29        |
| 40        | 30        |           |           |           |           |           |           |
| --------- | --------- | --------- | --------- | --------- | --------- | --------- | --------- |

| Oktober | Oktober | Oktober | Oktober | Oktober | Oktober | Oktober | Oktober |
| Kw      | Mo      | Di      | Mi      | Do      | Fr      | Sa      | So      |
| 40      |         | 1       | 2       | 3       | 4       | 5       | 6       |
| 41      | 7       | 8       | 9       | 10      | 11      | 12      | 13      |
| 42      | 14      | 15      | 16      | 17      | 18      | 19      | 20      |
| 43      | 21      | 22      | 23      | 24      | 25      | 26      | 27      |
| 44      | 28      | 29      | 30      | 31      |         |         |         |
| ------- | ------- | ------- | ------- | ------- | ------- | ------- | ------- |

| November | November | November | November | November | November | November | November |
| Kw       | Mo       | Di       | Mi       | Do       | Fr       | Sa       | So       |
| 44       |          |          |          |          | 1        | 2        | 3        |
| 45       | 4        | 5        | 6        | 7        | 8        | 9        | 10       |
| 46       | 11       | 12       | 13       | 14       | 15       | 16       | 17       |
| 47       | 18       | 19       | 20       | 21       | 22       | 23       | 24       |
| 48       | 25       | 26       | 27       | 28       | 29       | 30       |          |
| -------- | -------- | -------- | -------- | -------- | -------- | -------- | -------- |

| Dezember | Dezember | Dezember | Dezember | Dezember | Dezember | Dezember | Dezember |
| Kw       | Mo       | Di       | Mi       | Do       | Fr       | Sa       | So       |
| 48       |          |          |          |          |          |          | 1        |
| 49       | 2        | 3        | 4        | 5        | 6        | 7        | 8        |
| 50       | 9        | 10       | 11       | 12       | 13       | 14       | 15       |
| 51       | 16       | 17       | 18       | 19       | 20       | 21       | 22       |
| 52       | 23       | 24       | 25       | 26       | 27       | 28       | 29       |
| 1        | 30       | 31       |          |          |          |          |          |
| -------- | -------- | -------- | -------- | -------- | -------- | -------- | -------- |

| Januar | Januar | Januar | Januar | Januar | Januar | Januar | Januar |
| Kw     | Mo     | Di     | Mi     | Do     | Fr     | Sa     | So     |
| 1      |        | 1      | 2      | 3      | 4      | 5      | 6      |
| 2      | 7      | 8      | 9      | 10     | 11     | 12     | 13     |
| 3      | 14     | 15     | 16     | 17     | 18     | 19     | 20     |
| 4      | 21     | 22     | 23     | 24     | 25     | 26     | 27     |
| 5      | 28     | 29     | 30     | 31     |        |        |        |
| ------ | ------ | ------ | ------ | ------ | ------ | ------ | ------ |

| Februar | Februar | Februar | Februar | Februar | Februar | Februar | Februar |
| Kw      | Mo      | Di      | Mi      | Do      | Fr      | Sa      | So      |
| 5       |         |         |         |         | 1       | 2       | 3       |
| 6       | 4       | 5       | 6       | 7       | 8       | 9       | 10      |
| 7       | 11      | 12      | 13      | 14      | 15      | 16      | 17      |
| 8       | 18      | 19      | 20      | 21      | 22      | 23      | 24      |
| 9       | 25      | 26      | 27      | 28      |         |         |         |
| ------- | ------- | ------- | ------- | ------- | ------- | ------- | ------- |

| März | März | März | März | März | März | März | März |
| Kw   | Mo   | Di   | Mi   | Do   | Fr   | Sa   | So   |
| 9    |      |      |      |      | 1    | 2    | 3    |
| 10   | 4    | 5    | 6    | 7    | 8    | 9    | 10   |
| 11   | 11   | 12   | 13   | 14   | 15   | 16   | 17   |
| 12   | 18   | 19   | 20   | 21   | 22   | 23   | 24   |
| 13   | 25   | 26   | 27   | 28   | 29   | 30   | 31   |
| ---- | ---- | ---- | ---- | ---- | ---- | ---- | ---- |

| April | April | April | April | April | April | April | April |
| Kw    | Mo    | Di    | Mi    | Do    | Fr    | Sa    | So    |
| 14    | 1     | 2     | 3     | 4     | 5     | 6     | 7     |
| 15    | 8     | 9     | 10    | 11    | 12    | 13    | 14    |
| 16    | 15    | 16    | 17    | 18    | 19    | 20    | 21    |
| 17    | 22    | 23    | 24    | 25    | 26    | 27    | 28    |
| 18    | 29    | 30    |       |       |       |       |       |
| ----- | ----- | ----- | ----- | ----- | ----- | ----- | ----- |

| Mai | Mai | Mai | Mai | Mai | Mai | Mai | Mai |
| Kw  | Mo  | Di  | Mi  | Do  | Fr  | Sa  | So  |
| 18  |     |     | 1   | 2   | 3   | 4   | 5   |
| 19  | 6   | 7   | 8   | 9   | 10  | 11  | 12  |
| 20  | 13  | 14  | 15  | 16  | 17  | 18  | 19  |
| 21  | 20  | 21  | 22  | 23  | 24  | 25  | 26  |
| 22  | 27  | 28  | 29  | 30  | 31  |     |     |
| --- | --- | --- | --- | --- | --- | --- | --- |

| Juni | Juni | Juni | Juni | Juni | Juni | Juni | Juni |
| Kw   | Mo   | Di   | Mi   | Do   | Fr   | Sa   | So   |
| 22   |      |      |      |      |      | 1    | 2    |
| 23   | 3    | 4    | 5    | 6    | 7    | 8    | 9    |
| 24   | 10   | 11   | 12   | 13   | 14   | 15   | 16   |
| 25   | 17   | 18   | 19   | 20   | 21   | 22   | 23   |
| 26   | 24   | 25   | 26   | 27   | 28   | 29   | 30   |
| ---- | ---- | ---- | ---- | ---- | ---- | ---- | ---- |

| Juli | Juli | Juli | Juli | Juli | Juli | Juli | Juli |
| Kw   | Mo   | Di   | Mi   | Do   | Fr   | Sa   | So   |
| 27   | 1    | 2    | 3    | 4    | 5    | 6    | 7    |
| 28   | 8    | 9    | 10   | 11   | 12   | 13   | 14   |
| 29   | 15   | 16   | 17   | 18   | 19   | 20   | 21   |
| 30   | 22   | 23   | 24   | 25   | 26   | 27   | 28   |
| 31   | 29   | 30   | 31   |      |      |      |      |
| ---- | ---- | ---- | ---- | ---- | ---- | ---- | ---- |

| August | August | August | August | August | August | August | August |
| Kw     | Mo     | Di     | Mi     | Do     | Fr     | Sa     | So     |
| 31     |        |        |        | 1      | 2      | 3      | 4      |
| 32     | 5      | 6      | 7      | 8      | 9      | 10     | 11     |
| 33     | 12     | 13     | 14     | 15     | 16     | 17     | 18     |
| 34     | 19     | 20     | 21     | 22     | 23     | 24     | 25     |
| 35     | 26     | 27     | 28     | 29     | 30     | 31     |        |
| ------ | ------ | ------ | ------ | ------ | ------ | ------ | ------ |

| September | September | September | September | September | September | September | September |
| Kw        | Mo        | Di        | Mi        | Do        | Fr        | Sa        | So        |
| 35        |           |           |           |           |           |           | 1         |
| 36        | 2         | 3         | 4         | 5         | 6         | 7         | 8         |
| 37        | 9         | 10        | 11        | 12        | 13        | 14        | 15        |
| 38        | 16        | 17        | 18        | 19        | 20        | 21        | 22        |
| 39        | 23        | 24        | 25        | 26        | 27        | 28        | 29        |
| 40        | 30        |           |           |           |           |           |           |
| --------- | --------- | --------- | --------- | --------- | --------- | --------- | --------- |

| Oktober | Oktober | Oktober | Oktober | Oktober | Oktober | Oktober | Oktober |
| Kw      | Mo      | Di      | Mi      | Do      | Fr      | Sa      | So      |
| 40      |         | 1       | 2       | 3       | 4       | 5       | 6       |
| 41      | 7       | 8       | 9       | 10      | 11      | 12      | 13      |
| 42      | 14      | 15      | 16      | 17      | 18      | 19      | 20      |
| 43      | 21      | 22      | 23      | 24      | 25      | 26      | 27      |
| 44      | 28      | 29      | 30      | 31      |         |         |         |
| ------- | ------- | ------- | ------- | ------- | ------- | ------- | ------- |

| November | November | November | November | November | November | November | November |
| Kw       | Mo       | Di       | Mi       | Do       | Fr       | Sa       | So       |
| 44       |          |          |          |          | 1        | 2        | 3        |
| 45       | 4        | 5        | 6        | 7        | 8        | 9        | 10       |
| 46       | 11       | 12       | 13       | 14       | 15       | 16       | 17       |
| 47       | 18       | 19       | 20       | 21       | 22       | 23       | 24       |
| 48       | 25       | 26       | 27       | 28       | 29       | 30       |          |
| -------- | -------- | -------- | -------- | -------- | -------- | -------- | -------- |

| Dezember | Dezember | Dezember | Dezember | Dezember | Dezember | Dezember | Dezember |
| Kw       | Mo       | Di       | Mi       | Do       | Fr       | Sa       | So       |
| 48       |          |          |          |          |          |          | 1        |
| 49       | 2        | 3        | 4        | 5        | 6        | 7        | 8        |
| 50       | 9        | 10       | 11       | 12       | 13       | 14       | 15       |
| 51       | 16       | 17       | 18       | 19       | 20       | 21       | 22       |
| 52       | 23       | 24       | 25       | 26       | 27       | 28       | 29       |
| 1        | 30       | 31       |          |          |          |          |          |
| -------- | -------- | -------- | -------- | -------- | -------- | -------- | -------- |

## Ereignisse

### Politik und Weltgeschehen

#### Westeuropa
- 7. Januar: In Portugal besteigt nach dem Tode des Königs Dionysius dessen Sohn Alfons IV. den Thron. Zu Anfang seiner Regierungszeit muss er sich mit den Thronansprüchen seiner Halbbrüder, der nichtehelichen Kinder seines Vaters, auseinandersetzen. Nach seiner Thronbesteigung verbannt er diese aus Portugal, was zu einem bewaffneten Konflikt führt, der aber bald beigelegt werden kann.
- 6. Juli: Nach der Ermordung Ismails I. wird sein zehnjähriger Sohn Muhammad IV. Emir von Granada. Er ist der sechste Herrscher aus der Dynastie der Nasriden.
- 13. August: An seinem 14. Geburtstag erreicht Alfons XI. von Kastilien die Volljährigkeit und macht sich an die Konsolidierung seiner Herrschaft. Dabei stützt er sich vor allem auf die Städte und geht mit Härte gegen aufständische Adelige vor. Im gleichen Jahr heiratet er die siebenjährige Constança Manuel, die Tochter seines Lehrers und zwischenzeitlichen Widersachers Juan Manuel.

#### Heiliges Römisches Reich

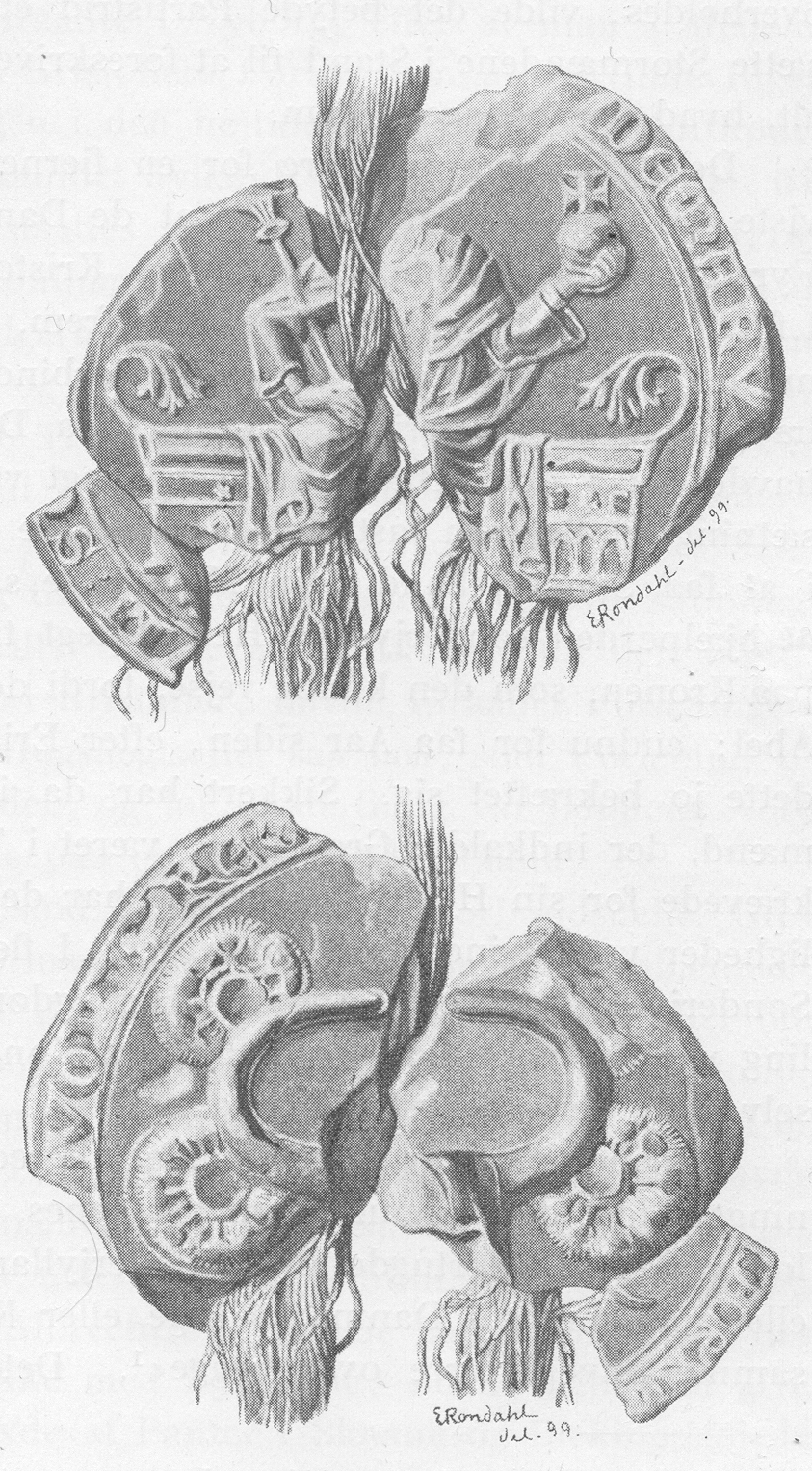
Reste eines Siegels von König Waldemar III./Herzog Waldemar V.

- 12. März: Nach dem Tod Erichs II. wird sein minderjähriger Sohn Waldemar V. unter der Vormundschaft seines Onkels Gerhard III. von Holstein-Rendsburg Herzog von Schleswig.
- 13. März: Konfrontiert mit dem fortgesetzten Widerstand von Leopold von Habsburg, dem Bann durch Papst Johannes XXII. und dem darauf folgenden Abfall des böhmischen Königs Johann von Luxemburg lässt der römisch-deutsche König Ludwig IV. den Habsburger Friedrich den Schönen nach dreijähriger Gefangenschaft mit dem Trausnitzer Vertrag frei. Als Gegenleistung erkennt Friedrich Ludwig als rechtmäßiges Reichsoberhaupt an und verpflichtet sich, sich wieder als Gefangener zu stellen, wenn es ihm nicht gelänge, seine Brüder Leopold und Rudolf zur Unterwerfung unter Ludwig zu bewegen. Als ihm diese Unterwerfung bei Leopold nicht gelingt, kehrt er, obwohl ihn Papst Johannes XXII. seiner Verpflichtung entbindet, als Gefangener nach München zurück. Ludwig kommt angesichts dieser Geste mit Friedrich überein, die Regierung des Reiches gemeinsam zu führen, ein Vertrag, der von den Kurfürsten und dem Papst jedoch angefochten wird.
- 5. Juni: Ulrich III. folgt seinem verstorbenen Vater Eberhard I. als Graf von Württemberg. Nach seinem Amtsantritt erneuert er den 1319 geschlossenen Bündnisvertrag mit Friedrich dem Schönen von Habsburg.
- 8. November: Nach dem Aussterben des rügischen Fürstenhauses durch den kinderlosen Tod des letzten slawischen Fürsten Wizlaw III. gelangt Herzog Wartislaw IV. von Pommern-Wolgast aufgrund eines Erbvertrages in den Besitz des Fürstentums Rügen. Ein Jahr später beginnt der Rügische Erbfolgekrieg mit Herzog Heinrich II. von Mecklenburg.
- Der Krieg der vier Herren Johann von Luxemburg, Balduin von Luxemburg, Erzbischof von Trier, Graf Eduard I. von Bar und Herzog Friedrich IV. von Lothringen gegen die Stadt Metz wird fortgesetzt, die Festung Metz weiterhin belagert. Papst Johannes XXII. beauftragt am 14. Dezember den Bischof von Metz, einen Waffenstillstand zwischen den Streitparteien zustande zu bringen, bei denen sich schon Anzeichen von Kriegsmüdigkeit zeigen.

#### Osteuropa
- 21. November: Dimitri II., Großfürst von Wladimir, erschlägt in der Horde vor den Augen des Khans Özbeg den Moskauer Fürsten Juri I. Daniilowitsch, der die Hinrichtung seines Vaters 1319 mitverschuldet hat.

#### Urkundliche Ersterwähnungen
- 19. Juli: Ritsebutle, heute ein Stadtteil von Cuxhaven, wird erstmals urkundlich erwähnt, als Wolderich Lappe in einem Vertrag zusagt, dass er nicht mehr gegen Jan von Stotel und Luder von Wersebe angehen will.
- Lüterkofen und Vignogn werden erstmals urkundlich erwähnt.

### Wissenschaft und Technik

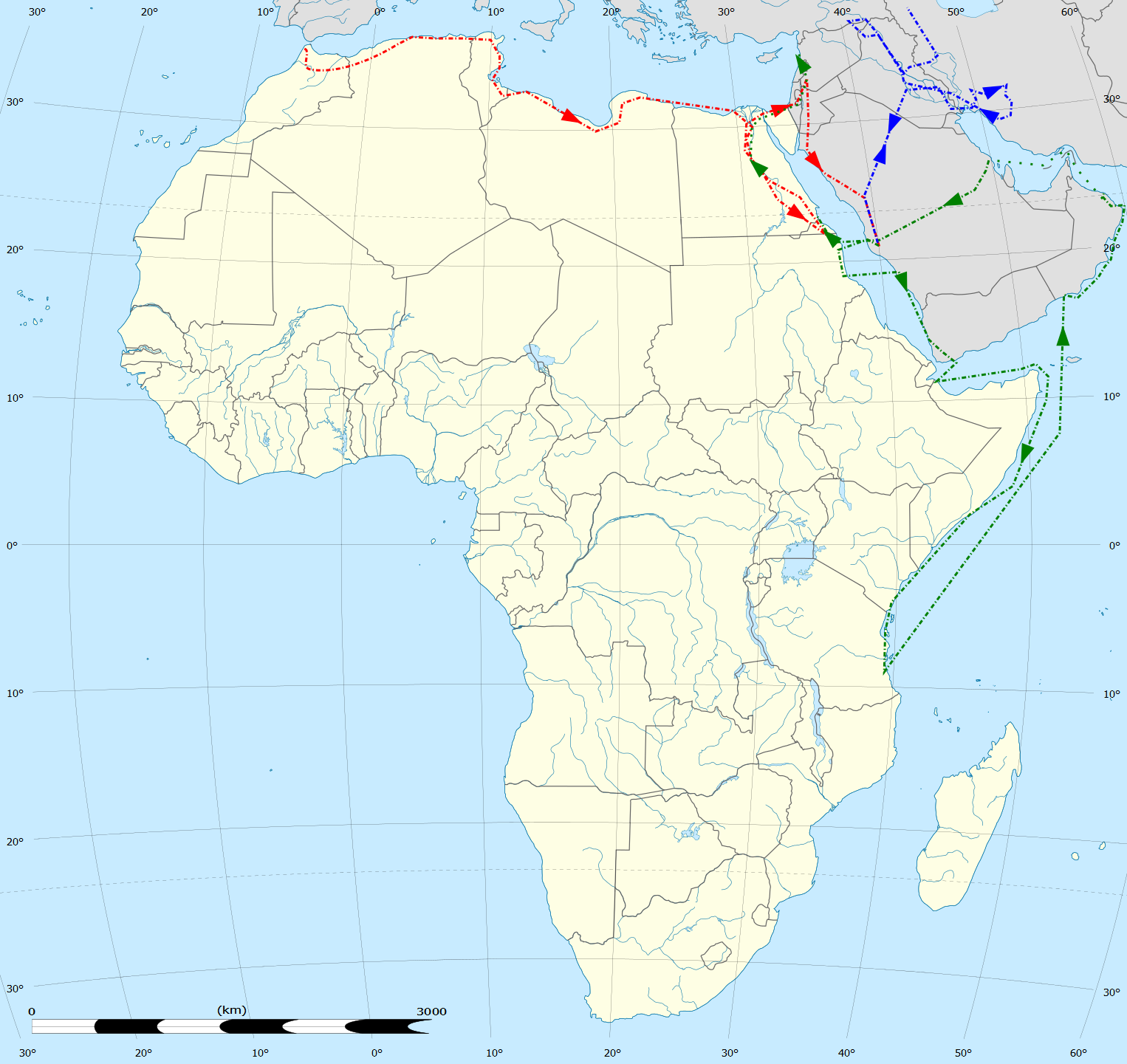
Die Route von Ibn Battutas erster großer Reise

- Ibn Battūta beginnt seine erste große Reise.

### Religion
- 1. August: Johannes XXII. ernennt Nikolaus von Straßburg als einen (von zwei) Visitatoren am Kölner Konvent der Dominikaner.
- Die Karmeliterkirche des Klosters Weißenburg in Bayern wird gegründet.
- Die Marienkirche in Herford wird geweiht.

## Geboren

### Geburtsdatum gesichert
- 1. März: Gidō Shūshin, japanischer buddhistischer Mönch und Dichter († 1388)
- 12. Mai: Ruprecht II. von der Pfalz, Kurfürst von der Pfalz († 1398)

### Genaues Geburtsdatum unbekannt
- as-Salih Ismail, Sultan der Mamluken († 1345)
- Barnim IV., Herzog von Pommern († 1365)
- Arnaud de Corbie, Kanzler von Frankreich († 1414)
- Abraham Cresques, katalanischer Kartograf und Kompassmacher († um 1387)
- Eleonore von Sizilien, Königin von Aragón († 1375)
- Heinrich von Langenstein, Theologe, Kirchenpolitiker und Astronom († 1397)

### Geboren um 1325
- Bertran de Mont-rodon i de Sorribes, katalanischer Kanoniker und Bischof von Girona († 1384)
- John de Clinton, englischer Adeliger und Politiker († 1398)
- Archibald Douglas, schottischer Adeliger († 1400)
- Robert Hales, Prior des Johanniterordens und Schatzkanzler von England († 1381)
- Tommaso da Modena, italienischer Maler († um 1375)

## Gestorben

### Todesdatum gesichert

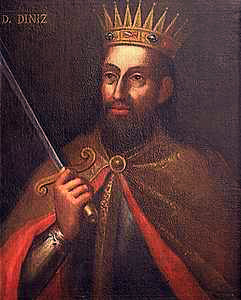
König Dionysius von Portugal

- 7. Januar: Dionysius, König von Portugal (* 1261)
- 20. Januar: John Hastings, englischer Adeliger (* 1287)
- 12. März: Erich II., Herzog von Schleswig (* um 1288)
- 17. März: Gerhard von Wippingen, Bischof von Lausanne und Basel (* 1262/67)
- 20. März: William Ferrers, englischer Adeliger (* 1272)
- 3. April: Nizām ad-Dīn Auliyāʾ, Sufi-Heiliger in Indien (* um 1238)
- 5. April: Ralph de Monthermer, englischer Ritter (* um 1270)
- 5. Juni: Eberhard I., Graf von Württemberg (* 1265)
- 23. Juni: Chungseon Wang, 26. König des koreanischen Goryeo-Reiches (* 1275)
- 6. Juli: John Salmon, Lordkanzler und Bischof von Norwich
- 8. Juli: Ismail I., Emir von Granada (* 1279)
- 21. September: Burchard III., Erzbischof von Magdeburg
- 29. September: Keizan Jōkin, japanischer buddhistischer Mönch, Gründer des Zen-Tempels Sōji-ji (* 1264)
- 13. Oktober: Robert VII., Graf von Auvergne und Boulogne (* um 1282)
- 1. November: Alexander Huno, Ratssekretär, Chronist und Ratsherr der Hansestadt Lübeck
- 8. November: Witzlaw III., letzter slawischer Fürst von Rügen (* 1265 oder 1268)
- 21. November: Juri I. Daniilowitsch, Fürst von Moskau (* 1281)
- 27. November: Vitus von Habdank, Bischof von Breslau
- 18. Dezember: al-ʿAllāma al-Hillī, schiitischer Theologe (* 1250)

### Genaues Todesdatum unbekannt
- März: Robert de Umfraville, englischer Adeliger (* 1276)
- 5. oder 16. Dezember: Karl I. von Valois, Regent von Frankreich (* 1270)
- Amīr Chosrau Dehlavī, indisch-persischer Dichter und Musikwissenschaftler (* 1253)
- Chai Songkhram, König von Lan Na
- Ghiyas-ud-din Tughluq Shah I., Sultan von Delhi
- Alwin Grope, Ratsherr der Hansestadt Lübeck

### Gestorben um 1325
- Giuliano da Rimini, italienischer Maler (* um 1275)
- Ingram de Umfraville, schottischer Adeliger
- 19. Dezember 1325 oder 1327: Agnes von Frankreich, französische Prinzessin und Herzogin von Burgund (* 1260)